# Meliso de Samos

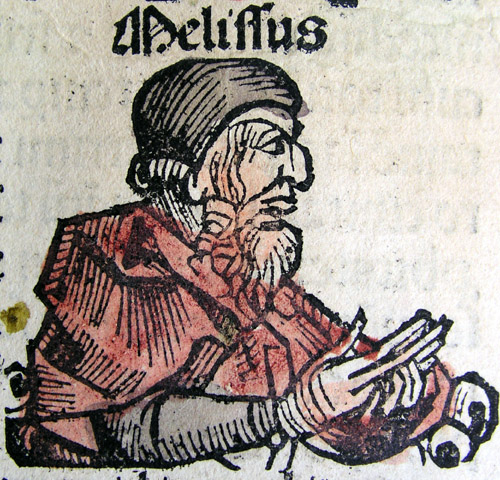
Ilustración de Meliso de Samos en Las Crónicas de Núremberg.

Meliso de Samos (en griego, Μέλισσος ὁ Σάμιος; nacido probablemente en 470 a. C.) fue un estadista y comandante naval (navarco) que contribuyó también a la filosofía y ejerció cierta influencia sobre el atomismo de Leucipo y Demócrito.
Meliso comandó una flota de Samos que derrotó a los atenienses en 441 - 440 a. C. aunque Pericles obtuvo finalmente la victoria. Fue discípulo de Parménides, cuyas ideas filosóficas extendió.
Sus trabajos, fragmentos que fueron preservados por Simplicio y atribuidos a Meliso por Aristóteles, están dedicados a la defensa de la doctrina de Parménides. Están escritos en jónico y consisten en largas series de argumentos. El Ser, según él, es infinito, no tiene principio ni final y no puede surgir del no-ser. No puede ser destruido porque es imposible para el ser convertirse en no-ser y si pasa a ser otro ser no hay destrucción.
Se conservan algunos fragmentos de su poema Sobre el Ser o Sobre la Naturaleza. Aristóteles lo califica de rústico y obtuso por haber confundido el Ser con el mundo material. Mantiene el concepto de la escuela eleática de la Unidad, la eternidad, la homogeneidad, la uniformidad y la inmovilidad del Ser. Pero modifica el concepto de ser limitado y redondo como una esfera, afirmando su infinitud. El Ser (mundo) es infinito, sin principio ni fin; estas ideas influirán más tarde en Spinoza para demostrar el monismo de la sustancia. Meliso mezcla también ideas jónicas (Anaximandro, Anaxímenes) con las de la escuela eleática.
De acuerdo con Simplicio (Physika), Meliso difiere de Parménides en su distinción entre ser y ser absolutamente (τὸ ἁπλῶς ἐόν). Argumenta con el fin de mostrar que el Ser debe ser ilimitado en magnitud, y, por lo tanto, uno e inalterable. Cualquier cambio de una fuente interna a una externa, dice, es impensable; el Uno o la realidad unitaria, de Parménides, es invariable en cantidad y en clase. No puede haber división dentro de la unidad, pues toda división implica espacio o vacío —pero el vacío no es nada, y por lo tanto, no es. Desarrolla que el ser es incorpóreo.
La dificultad fundamental que subyace en esta lógica es la paradoja, más claramente expresada por Zenón de Elea, de que la evidencia de los sentidos contradice el intelecto. El argumento abstracto muestra que el cambio de la unidad es imposible, aunque los sentidos nos dicen que lo cálido se vuelve frío, lo duro blando y lo vivo muerto.
Ni Meliso ni Zenón observaron que la aplicación de estos métodos destructivos atacan la raíz no sólo de la multiplicidad sino también del Uno cuya existencia mantenían. Las armas que forjaron para defender a Parménides se pueden usar con el mismo efecto contra sus propias tesis.